# Saison 2022-2023 de l'AS Monaco FC
Chronologie
Saison précédente Saison suivante
La saison 2022-2023 de l'AS Monaco est la soixante-quatrième saison du club en première division du championnat de France et la dixième saison consécutive au sein de l'élite du football français.
Outre le championnat de France de Ligue 1, le club est engagé en Coupe de France.

## Transferts

### Transferts estivaux
| Nom                 | Poste     | Type de transfert    | Montant | Provenance/Destination   | Division       |
| ------------------- | --------- | -------------------- | ------- | ------------------------ | -------------- |
| Arrivées (27,5 M€)  |           |                      |         |                          |                |
| Takumi Minamino     | Attaquant | Transfert            | 15 M€   | Liverpool FC             | Premier League |
| Breel Embolo        | Attaquant | Transfert            | 12,5 M€ | Borussia Mönchengladbach | Bundesliga     |
| Jean-Eudes Aholou   | Milieu    | Retour de prêt       | -       | RC Strasbourg            | Ligue 1        |
| Antonio Barreca     | Défenseur | Retour de prêt       | -       | US Lecce                 | Serie A        |
| Willem Geubbels     | Attaquant | Retour de prêt       | -       | FC Nantes                | Ligue 1        |
| Benjamin Lecomte    | Gardien   | Retour de prêt       | -       | Atlético Madrid          | LaLiga         |
| Anthony Musaba      | Attaquant | Retour de prêt       | -       | SC Heerenveen            | Eredivisie     |
| Strahinja Pavlović  | Défenseur | Retour de prêt       | -       | FC Bâle                  | Super League   |
| Pietro Pellegri     | Attaquant | Retour de prêt       | -       | Torino FC                | Serie A        |
| Départs (95 M€)     |           |                      |         |                          |                |
| Aurélien Tchouaméni | Milieu    | Transfert            | 80 M€   | Real Madrid              | LaLiga         |
| Strahinja Pavlović  | Défenseur | Transfert            | 7 M€    | RB Salzbourg             | Bundesliga     |
| Pietro Pellegri     | Attaquant | Transfert            | 5 M€    | Torino FC                | Serie A        |
| Jean-Eudes Aholou   | Milieu    | Transfert (OA levée) | 3 M€    | RC Strasbourg            | Ligue 1        |
| Cesc Fàbregas       | Milieu    | Fin de contrat       | -       |                          |                |
| Vito Mannone        | Gardien   | Fin de contrat       | -       |                          |                |
| Djibril Sidibé      | Défenseur | Fin de contrat       | -       |                          |                |

### Transferts hivernaux
| Nom      | Poste | Type de transfert | Montant | Provenance/Destination | Division |
| -------- | ----- | ----------------- | ------- | ---------------------- | -------- |
| Arrivées |       |                   |         |                        |          |
| Départs  |       |                   |         |                        |          |

| Nom      | Poste | Type de transfert | Montant | Provenance/Destination | Division |
| -------- | ----- | ----------------- | ------- | ---------------------- | -------- |
| Arrivées |       |                   |         |                        |          |
| Départs  |       |                   |         |                        |          |

## Compétitions

### Championnat
La saison 2022-2023 de Ligue 1 est la quatre-vingt-quatrième édition du championnat de France de football et la dix-huitième sous l'appellation « Ligue 1 ». La division oppose vingt clubs en une série de trente-huit rencontres. Les meilleurs de ce championnat se qualifient pour les coupes d'Europe que sont la Ligue des Champions (le podium), la Ligue Europa (le quatrième ainsi que le vainqueur de la Coupe de France) et la Ligue Europa Conférence (le cinquième ou le sixième du classement). L'AS Monaco participe à cette compétition pour la soixante-quatrième fois de son histoire et la huitième consécutive depuis la saison 2013-2014.
Les relégués de la saison précédente, l'AS Saint-Étienne, le FC Metz et les FC Girondins de Bordeaux sont remplacés par l'AJ Auxerre, l'AC Ajaccio et le Toulouse FC, champion de Ligue 2 en 2021-2022. La saison débute le 5 août 2022 et se termine le 3 juin 2022.
Après 15 journées, alors que l'AS Monaco pointe à la 6e place du classement avec 27 points, le championnat se met en pause, pour laisser place à la Coupe du monde. Six joueurs du club monégasque sont sélectionnés pour participer au mondial : les sénégalais Krépin Diatta et Ismail Jakobs, les français Youssouf Fofana et Axel Disasi, le japonais Takumi Minamino et le suisse Breel Embolo.

#### Classement
| Rang | Équipe             | Pts | J  | G  | N  | P  | Bp | Bc | Diff | Qualification ou relégation                                   |
| ---- | ------------------ | --- | -- | -- | -- | -- | -- | -- | ---- | ------------------------------------------------------------- |
| 4    | Stade rennais FC   | 68  | 38 | 21 | 5  | 12 | 69 | 39 | +30  | Qualification pour la phase de groupes de la Ligue Europa     |
| 5    | LOSC Lille         | 67  | 38 | 19 | 10 | 9  | 65 | 44 | +21  | Qualification pour les barrages de la Ligue Europa Conférence |
| 6    | AS Monaco          | 65  | 38 | 19 | 8  | 11 | 70 | 58 | +12  |                                                               |
| 7    | Olympique lyonnais | 62  | 38 | 18 | 8  | 12 | 65 | 47 | +18  |                                                               |
| 8    | Clermont Foot 63   | 59  | 38 | 17 | 8  | 13 | 45 | 49 | −4   |                                                               |

### Coupe de France
En tant que pensionnaire de Ligue 1, l'AS Monaco débute la Coupe de France au stade des 32e de finale.

### Compétitions européennes
En ayant terminé 3e du championnat de France la saison précédente, le club monesgasque s'est qualifié pour le 3e tour préliminaire de la Ligue des champions. Non-tête de série, l'AS Monaco hérite au tirage au sort du club néerlandais du PSV Eindhoven, 2e de l'Eredivisie. Après un match nul un partout au match aller, l'équipe monégasque se procure de nombreuses occasions et mène deux buts à un lors de la seconde mi-temps. Le PSV égalise à la toute fin du match, avant d'inscrire un troisième but durant la prolongation. Il s'agit d'une nouvelle désillusion pour l'AS Monaco, après l'élimination en prolongation lors des barrages lors de l'édition précédente et la deuxième place de Ligue 1 ratée après un but encaissé lors du temps additionnel de la dernière journée du championnat. « On a été solides et cohérents, on leur a posé des problèmes mais ils ont été plus efficaces que nous. Déjà contre le Shakhtar, c'était un but dans les derniers instants. Lens, c'était aussi dans les derniers instants. Là, c'est encore dans les derniers instants... », regrette alors Axel Disasi.
L'équipe monégasque est ainsi reversée à la phase de groupe de la Ligue Europa. Présent dans le chapeau 2 lors du tirage au sort, le club tombe dans le groupe H, en compagnie du club serbe de l'Étoile rouge de Belgrade (chapeau 1), du club hongrois de Ferencváros (chapeau 3) et du club turc de Trabzonspor (chapeau 4), l'équipe avec le plus faible coefficient UEFA de la phase de poules. Avec trois victoires et un match nul, l'AS Monaco termine à la 2e place du groupe, à égalité de points avec Ferencváros, qui termine en tête au bénéfice des confrontations directes avec l'équipe monégasque. Lors de la dernière journée, l'ASM s'impose 4 buts à 1 sur la pelouse de l'Étoile rouge de Belgrade, grâce notamment à un triplé de Kevin Volland, qui est ensuite élu joueur de la semaine en Ligue Europa.
Le club se qualifie ainsi pour les barrages de la phase à élimination directe. L'AS Monaco hérite au tirage au sort du club allemand du Bayer Leverkusen, 3e du groupe B de la ligue des champions. En tant que deuxième de groupe de Ligue Europa, l'équipe monégasque jouera le match aller à l'extérieur et le match retour à domicile. Lors du premier acte, le club monégasque arrache la victoire en Allemagne trois buts à deux, grâce à une grosse frappe d'Axel Disasi lors du temps additionnel. La semaine suivante, le début de match est prolifique, l'ASM est mené deux buts à un après 21 minutes de jeu. Le Bayer Leverkusen prend l'avantage à l'heure de jeu, puis un but de Breel Embolo offre la prolongation aux monégasques, dont le but d'Edan Diop dans le temps additionnel sera refusé. Personne ne marque durant la prolongation, puis l'AS Monaco est éliminé en perdant la séance de tirs au but, quelques semaines après avoir connu le même sort en Coupe de France.

#### Ligue Europa

##### Groupe H
| Rang | Équipe                   | Pts | J | G | N | P | Bp | Bc | Diff |  | Résultats (▼ dom., ► ext.) |     |     |     |     |
| ---- | ------------------------ | --- | - | - | - | - | -- | -- | ---- |  | -------------------------- | --- | --- | --- | --- |
| 1    | Ferencváros TC           | 10  | 6 | 3 | 1 | 2 | 8  | 9  | -1   |  | Ferencváros TC             |     | 1-1 | 3-2 | 2-1 |
| 2    | AS Monaco                | 10  | 6 | 3 | 1 | 2 | 9  | 8  | +1   |  | AS Monaco                  | 0-1 |     | 3-1 | 4-1 |
| 3    | Trabzonspor              | 9   | 6 | 3 | 0 | 3 | 10 | 9  | +1   |  | Trabzonspor                | 1-0 | 4-0 |     | 2-1 |
| 4    | Étoile rouge de Belgrade | 6   | 6 | 2 | 0 | 4 | 9  | 11 | -2   |  | Étoile rouge de Belgrade   | 4-1 | 0-1 | 2-1 |     |

Phase de Groupe

##### Phase finale
Barrages à élimination directe

## Effectif professionnel
Le premier tableau liste l'effectif professionnel de l'AS Monaco. Le second recense les prêts effectués par le club lors de la saison 2022-2023.
En grisé, les sélections de joueurs internationaux chez les jeunes mais n'ayant jamais été appelés aux échelons supérieurs une fois l'âge limite dépassé.